# President dels Emirats Àrabs Units
Els presidents dels Emirats Àrabs Units, o els Raʾīs, és el cap d'estat de la Unió dels Emirats Àrabs (Emirats Àrabs Units).
El president i el vicepresident són elegits de jure cada cinc anys pel Consell Suprem Federal, i el primer ministre del Unió dels Emirats Àrabs és de jure nomenat pel president. De facto, el governant de l'Emirat d'Abu Dhabi ostenta la presidència i el governant de l'Emirat de Dubai ocupa la presidència. El president també és el comandant en cap de les Forces Armades dels Emirats Àrabs Units.
El xeic Zayed bin Sultan Al Nahyan va ser àmpliament acreditat per unificar els set emirats en un sol estat federal. Va ser el primer president dels Emirats Àrabs Units des de la formació dels Emirats Àrabs Units fins a la seva mort el 2 de novembre de 2004. El va succeir el seu fill, el xeic Khalifa bin Zayed, que va morir al càrrec el 13 de maig de 2022. Després de la mort del seu germà Khalifa, El xeic Mohamed bin Zayed Al Nahyan va ser elegit tercer i actual president dels Emirats Àrabs Units pel Consell Suprem federal el 14 de maig de 2022.

## Llista
| Núm. | Retrat | Nom (Naixement-Mort)                                                              | Període del mandat   | Període del mandat                   | Període del mandat | Emirat    |
| Núm. | Retrat | Nom (Naixement-Mort)                                                              | Va prendre el càrrec | Va deixar el despatx                 | Temps al càrrec    | Emirat    |
| ---- | ------ | --------------------------------------------------------------------------------- | -------------------- | ------------------------------------ | ------------------ | --------- |
| 1    |        | Xeic Zayed bin Sultan Al Nahyan زايد بن سلطان آل نهيان (1918–2004)                | 2 desembre 1971      | 2 Novembre 2004 (Va morir al càrrec) | 32 anys, 336 dies  | Abu Dhabi |
| –    |        | Xeic Maktoum bin Rashid Al Maktoum مكتوم بن راشد آل مكتوم (1943–2006) En funcions | 2 Novembre 2004      | 3 Novembre 2004                      | 0 anys, 1 dia      | Dubai     |
| 2    |        | Xeic Khalifa bin Zayed Al Nahayan خليفة بن زايد آل نهيان (1948–2022)              | 3 Novembre 2004      | 13 maig 2022 (Va morir al càrrec)    | 17 anys, 191 dies  | Abu Dhabi |
| –    |        | Xeic Muhammad bin Rashid Al Maktum محمد بن راشد آل مكتوم (1949–) En funcions      | 13 maig 2022         | 14 maig 2022                         | 0 anys, 1 dia      | Dubai     |
| 3    |        | Xeic Mohammed bin Zayed Al Nahyan محمد بن زايد آل نهيان (1961–)                   | 14 maig 2022         | Titular                              | 3 anys, 68 dies    | Abu Dhabi |